# Olga Vóronova
Olga G. Voronova (translitera al cirílico: Ольга Г. Воронов) ( 1960 - ) es una botánica rusa.
- La abreviatura «Voronova» se emplea para indicar a Olga Vóronova como autoridad en la descripción y clasificación científica de los vegetales.[1]